# Shareaza
Shareaza é um software gratuito e de código livre licenciado sob a GNU General Public License, para compartilhamento de arquivos baseado em tecnologia P2P (peer to peer) no sistema operacional Windows. O Shareaza suporta os protocolos Gnutella, Gnutella2, eDonkey, FTP, HTTP e BitTorrent.
O programa foi desenvolvido por Michael Stokes até 1 de junho de 2004, e agora é mantido por uma comunidade de voluntários. Sua última versão estável lançada foi a 2.7.10.2, em 18 de setembro de 2017.

## Funcionalidades
O programa pode se conectar às redes Gnutella, BitTorrent, eDonkey2000 e Gnutella2 (rede padrão do programa). Possui sistemas para verificação de arquivos corrompidos, chat entre usuários, pesquisas múltiplas e inteligentes, reprodutor de multimídia embutido, prévia de arquivos, entre outros.
O programa permite o download de um arquivo simultaneamente entre todas as suas redes, aumentando consideravelmente o número de fontes e portanto a velocidade do download. Versões anteriores do Shareaza eram por muitos considerados leecher clients, entretanto isso foi mudado com as novas versões pós 1.8.
A partir da versão 2.0 o programa tornou-se opensource sob a licença GNU GPL.

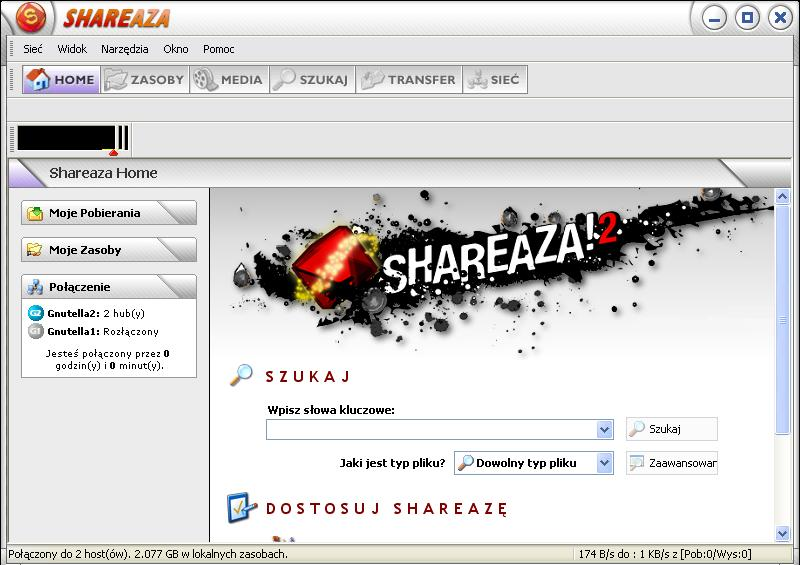
Versão 2.0 do Shareaza

## Versões 4.0, 5.0 e 6.0
Após a mudança do site oficial do programa para SourceForge.net, ocorrida em 22 de outubro de 2007, a empresa Discordia adquiriu a licença do antigo site. Neste novo site, a empresa anuncia uma suposta versão 4.0 do programa (atualmente 8.0). Esta nova versão, contudo, é uma farsa. Além de não atender à licença GPL, a nova versão demanda registros e representa riscos à segurança do computador e das informações trafegadas na internet e baixa somente músicas e vídeos protegidos por DRM.
Há uma brecha de segurança nos clientes Shareaza anteriores à versão 2.3.1 que permitem que uma mensagem de atualização do cliente seja exibida orientando o usuário a atualizá-lo para a versão 6.0. Nessa mensagem há também a orientação para o usuário visitar a página falsa, www.shareaza.com, que não é ligada ao projeto oficial e atualmente existe uma nova versão 6.0 (com a adição do usuário "Guest" [usuário anônimo reduzido]).